# Сесили фон Зигесар
Сесили фон Зигесар (на английски: Cecily Von Ziegesar) е американска писателка, авторка на бестселъри в жанровете чиклит и любовен роман.

## Биография и творчество
Сесили Брук фон Зигесар е родена на 27 юни 1970 г. в Ню Йорк, САЩ. Нейното семейство има корени в германската аристокрация. Отраства в Манхатън, учи в частно девическо училище и завършва гимназия „Найтингейл“. Завършва през 1992 г., с бакалавърска степен по специалност английски език с творческо писане, колежа „Колби“ в Уотървил, Мейн. В колежа пише сборник с разкази и поезия, наречен „Кървене“.
След дипломирането си в продължение на една година пътува и работи временно в местна радиостанция в Будапеща и в Лондон. В Лондон през 1997 г. се жени за англичанина Ричард Григс, който е заместник-директор на Фонда за публично изкуство. Завръща се в САЩ и започва да учи творческо писане в Университета на Аризона, но скоро след това се отказва. Започва работа като редактор за издателство „Aloyent Ertainment“.
Работа ѝ в издателството я вдъхновява да започне да пише романи. Първият ѝ чиклит роман „Интригантката“ от едноименна ѝ поредица е издаден през 2002 г. Той става бестселър и дава старт на писателската ѝ кариера. В романите се разказва историята на група богати тийнейджъри от Манхатън и техните приключения със секс, наркотици, и алкохол. Те са критикувани като нищо повече от писмения еквивалент на сапунена опера, но читателите ги оценят заради честното пресъздаване на съвременния тийн живот.
В периода 2007-2012 г. поредицата е екранизирана в телевизионния сериал „Клюкарката“ с участието на Блейк Лайвли, Лейтън Мийстър, Пен Баджли, Чейс Кроуфърд, Тейлър Момсън и Ед Уестуик. През 2013 г. по поредицата е направен телевизионният сериал „Клюкарката: Акапулко“ с участието на София Сисниега, Oka Гинер, Диего Амозурутиа.
През 2010-2011 г. по идеята на романите заедно с корейския художник Бейк Хие-Кюнг правят графични манга романи, в които са дадени нови оригинални истории с героите от поредицата.
През 2005 г. излиза първият роман „Новачката“ от поредицата ѝ „Това момиче“. Красивата, импулсивна и секси тийнейджърка Джени Хъмфри (героиня от поредицата „Интригантката“) постъпва в престижната академия „Уейвърли“. Там попада сред вихъра на интриги, купони и заплетените взаимоотношения на изключително богатите тийнейджъри. Това обаче не ѝ пречи да се бори да бъде №1 сред тях и да събира приятели и врагове.
През 2008 г. е издаден романа „Gossip Girl, The Carlyles“ от едноименната поредицата, в която част от героите са от поредицата „Интригантката“. Тя е написана от призрачната писателка Анабел Вестри и е издадена от името на Сесили фон Зигесар.
Сесили фон Зигесар живее със семейството си в Бруклин.

## Произведения

### Самостоятелни романи
- Cum Laude (2010) – издаден и като „Class“

### Серия „Интригантката“ (Gossip Girl)
1. Gossip Girl (2002)
Интригантката, изд.: „ИнфоДАР“, София (2006, 2010), прев. Мария Лилкова
2. You Know You Love Me (2002)
Знаете, че ме обичате, изд.: „Инфодар“, София (2006, 2010), прев. Мария Лилкова
3. All I Want Is Everything (2003)
Това, което искам, е всичко, изд.: „Инфодар“, София (2007), прев. Мария Лилкова
4. Because I'm Worth It (2003)
Защото го заслужавам, изд.: „Инфодар“, София (2009), прев. Ася Терпешева
5. I Like It Like That (2004)
Така ми харесва, изд.: „Инфодар“, София (2010), прев. Ива Найденова
6. You're the One That I Want (2004)
Искам точно теб, изд.: „Инфодар“, София (2011), прев. Цветелина Хинкова
7. Nobody Does It Better (2005)
8. Nothing Can Keep Us Together (2005)
9. Only in Your Dreams (2006)
10. Would I Lie To You (2006)
11. Don't You Forget About Me (2007)
12. I Will Always Love You (2009)
13. Gossip Girl, Psycho Killer (2011)

- It Had to Be You: The Gossip Girl Prequel (2007) – предистория

### Серия „Това момиче“ (It Girl)
1. The It Girl (2005)
Новачката, изд.: „Пан“, София (2010), прев.
2. Notorious (2006)
Звездата на колежа, изд.: „Пан“, София (2011), прев.
3. Reckless (2006)
Дръзката, изд.: „Пан“, София (2011), прев.
4. Unforgettable (2007)
5. Lucky (2007)
6. Tempted (2008)
7. Infamous (2008)
8. Adored (2009)
9. Devious (2009)
10. Classic (2010)

### Серия „Итригантката, Карлайл“ (Gossip Girl, The Carlyles) – сАнабел Вестри
1. Gossip Girl, The Carlyles (2008)
2. You Just Can't Get Enough (2008)
3. Take a Chance on Me (2009)
4. Love the One You're With (2009)

### Екранизации
- 2007-2012 Клюкарката, Gossip Girl – ТВ сериал, 91 епизода
- 2021-2023 Gossip Girl: Acapulco – ТВ сериал, 25 епизода